# Grupo Primero de Mayo
El Grupo Primero de Mayo fue un grupo armado antifranquista de ideología anarcosindicalista y libertaria en España, que estuvo operativo entre 1965 y 1974. Fue continuador de la organización Defensa Interior, de la cual permanecieron sus infraestructuras y dirigentes.

## Origen del grupo
En el Congreso de Montpellier de la Confederación Nacional del Trabajo (CNT), celebrado el 31 de julio de 1965, fue aprobada la propuesta de Germinal Esgleas de anular el dictamen de Acción directa y revolucionaria aprobado en 1961, lo cual suponía la disolución de Defensa Interior, organización armada antifranquista operativa entre 1962 y 1964, si bien la actividad de dicha organización se paralizó tras las detenciones y condenas de Fernando Carballo Blanco y de Stuart Christie. 
A pesar del dictamen del Congreso, Octavio Alberola Suriñach y la Federación Ibérica de Juventudes Libertarias (FIJL), que habían abandonado la Comisión de Defensa del Movimiento Libertario Español, decidieron continuar la lucha armada contra el régimen dictatorial de Francisco Franco desde las filas del anarquismo, lo que condujo a la fundación del Grupo Primero de Mayo.

## El secuestro del nuncio Ussía
El 30 de abril de 1966 la prensa de Roma anunciaba la "misteriosa desaparición" de monseñor Marcos Ussía Urruticoechea, consejero eclesiástico de la Embajada de España en el Vaticano. El comunicado de la agencia italiana precisaba que el prelado español había sido raptado por un comando anarquista que exigía la liberación de todos los presos políticos encarcelados en España. El sacerdote fue liberado el 11 de mayo en Bracciano, a unos 8 kilómetros de Roma.

## La Operación Durruti
El 24 de octubre de 1966 fueron detenidos en Madrid por la Brigada Político-Social, Luis Andrés Edo, de 41 años de edad, y otros cuatro militantes anarquistas (Antonio Cañete, de 49, Alicia Mur, de 33, Jesús Andrés Rodríguez Piney, de 39, y Alfredo Herrera, de 31) acusados por la policía franquista de organizar la Operación Durruti, un plan de secuestro del embajador de Estados Unidos en España, Angler Biddle Duke, del contraalmirante Norman Campbell Gillette, Jr., comandante de las fuerzas militares estadounidenses en España, y del ex dictador argentino exiliado en España desde 1955 Juan Domingo Perón. El fin del secuestro era denunciar la presencia militar estadounidense en España, protestar contra las bombas de Palomares y pedir la libertad de los presos políticos. Este plan fue traicionado desde su origen por un sexto miembro del grupo: el delator policial Inocencio Martínez, a quien se le permitió escapar y regresar a Francia, donde continuó su actividad delatora durante algunos años. Luis Andrés Edo y los demás miembros del Grupo fueron juzgados por el TOP (caso n.° 314/66) el 4 de julio (día de la independencia de los Estados Unidos) de 1967 y condenados a tres años por asociación ilegal (su pertenencia a la FIJL), seis años por posesión ilegal de armas y 25.000 pesetas de multa por uso de documentación falsa.
Como respuesta a las condenas, el Grupo promovió un amplio movimiento internacional de solidaridad. En la noche del 18 de agosto de 1967 fueron ametrallados los coches de los consejeros de la embajada española en Londres. La acción fue reivindicada al día siguiente por el Grupo Primero de Mayo, el cual, en acciones posteriores relacionadas con las condenas impuestas a los miembros del grupo de Luis A. Edo, asumirá también la responsabilidad bajo otro nombre, el Movimiento de Solidaridad Revolucionaria Internacional (MSRI), fundado el 20 de agosto de 1967 y del que el Grupo Primero de Mayo sería un componente activo.
En febrero de 1968 fue detenido en Bélgica, Octavio Alberola Suriñach, declarado identificado por la Brigada Político Social como el enemigo público número uno del régimen franquista, con su compañera, acusados de preparar el secuestro de un diplomático español ante la Comunidad Económica Europea. Alberola no fue liberado hasta cinco meses después.